# Trafny wybór
Trafny wybór (ang. The Casual Vacancy) – powieść J.K. Rowling opublikowana 27 września 2012 roku nakładem wydawnictwa Little Brown. To pierwsza książka autorki, która skierowana jest do dorosłych czytelników. Opowiada o losach mieszkańców małego miasteczka Pagford po śmierci urzędnika miejskiego Barry’ego Fairbrothera i stanowi satyrę na brytyjską klasę średnią.
Fabuła książki trzymana była w tajemnicy aż do dnia jej premiery; również wydawcy z innych krajów musieli czekać na otrzymanie tekstu aż do tego dnia. Na poczet książki autorka otrzymała od wydawcy 3 mln funtów zaliczki.
Polskie wydanie powieści ukazało się 15 listopada 2012 roku nakładem wydawnictwa Znak. Autorką tłumaczenia jest Anna Gralak. Do promocji książki wydawnictwo zaangażowało znane osoby publiczne.

## Bohaterowie
- Barry Fairbrother – członek rady miasta. W związku z jego śmiercią powstaje wakat, a w konsekwencji zostają ogłoszone wybory uzupełniające, będące jednym z wątków powieści.
- Mary Fairbrother – żona Barry’ego
- Miles Mollison – kandydat na radnego, mąż Sam
- Samantha Mollison – żona Milesa
- Howard Mollison – ojciec Milesa
- Shirley Mollison – żona Howarda, administrator strony internetowej rady gminy. Kobieta uwielbiająca plotki na temat innych mieszkańców okolicy.
- Collin “Przegródka” Wall – wicedyrektor miejscowej szkoły. Ma bardzo napięte relacje z synem. Prześladują go fantazje z udziałem uczniów, co jest przyczyną jego wizyt u psychologa.
- Tessa Wall – żona Colina, szkolna pedagog
- Stuart „Fats” Wall – syn Collina i Tessy, przyjaciel Andrew, chłopak Krystal
- Simon Price – kandydat na radnego. Człowiek niepotrafiący utrzymać nerwów na wodzy, co bywa przyczyną rodzinnych konfliktów. Zdarza mu się nie przestrzegać prawa (zakup kradzionego komputera).
- Ruth Price – żona Simona. Kocha swojego męża do tego stopnia, że usprawiedliwia wszystkie jego zachowania.
- Andrew Price – syn Simona i Ruth, kolega Fatsa. Jest zakochany w Gai, choć boi się jej o tym powiedzieć. Pracuje u Howarda.
- Paul Price – syn Simona i Ruth. Ojciec uważa go za ofiarę losu, marny materiał na prawdziwego mężczyznę.
- Gavin Hughes – przyjaciel Barry’ego, partner Kay
- Kay Bawden – życiowa partnerka Gavina, pracownica opieki społecznej. Wyjątkowo angażuje się w pomoc rodzinie Weedonów.
- Gaia Bawden – córka Kay
- Aubrey Fawley
- Parminder Jawanda – lekarka, członkini rady. Przez niektórych nazywana „Jawandą Propagandą”
- Vikram – mąż Parminder
- Sukhvinder Jawanda – córka Parminder. Matka uważa ją za czarną owcę w rodzinie, dziecko rozwijające się zdecydowanie poniżej przeciętnej.
- Krystal Weedon – córka Terri. Nastolatka o niezbyt pochlebnej opinii. Choć troskliwie zajmuje się młodszym bratem i osiąga dobre wyniki w zawodach sportowych (drużyna wioślarska pod wodzą pana Fairbrothera) to potrafi też sprawiać problemy i wybuchać gniewem.
- Terri Weedon – matka Krystal. Terri jest uzależniona od narkotyków. Przechodzi kurację metadonem w miejscowym ośrodku. Nie potrafi zająć się domem ani dziećmi.
- Robbie – młodszy brat Krystal
- Catherine Weedon – babcia Terri. Dawniej pomagała jej w opiece nad dziećmi. Trafia do szpitala w wyniku udaru.
- Obbo – dealer narkotykowy, partner Terri
- Nikki – koleżanka Krystal
- Maureen – współpracownica Howarda
- Alison Jenkins – dziennikarka lokalnej gazety

## Ekranizacja
3 grudnia 2012 roku BBC One i BBC Drama ogłosiły, że zdobyły prawa do przeniesienia Trafnego wyboru na ekran w formie miniserialu. 12 września 2013 roku Warner Bros. ogłosiło, że nabyło prawa do dystrybucji serialu na całym świecie, z wyjątkiem Zjednoczonego Królestwa.
Premiera miniserialu w Wielkiej Brytanii miała miejsce 15 lutego 2015 roku. Podobnie jak w przypadku Harry’ego Pottera, Rowling była zaangażowana w tworzenie ekranizacji.